# 오라녜나사우 여백작 엘로이즈
엘로이즈 베아트릭스 조피 라우렌스(Eloise Beatrix Sophie Laurence, 2002년 6월 8일 ~ )는 네덜란드의 왕족이자 네덜란드 국왕 빌럼알렉산더르의 조카이다. 콘스탄테인 왕자와 라우렌틴 왕자빈의 장녀이며 현재 네덜란드 왕위 계승 순위 5위이다.